# Carrizo
Carrizo de la Ribera és un municipi de la província de Lleó, a la comunitat autònoma de Castella i Lleó.

## Demografia
| 1991 |  | 1996 |  | 2001 |  | 2004 |
| ---- |  | ---- |  | ---- |  | ---- |
| 2862 |  | 2829 |  | 2747 |  | 2613 |